# 華金·艾瑞亞斯
華金·艾瑞亞斯（英語：Joaquín Arias，1984年9月21日—），為前美國職棒大聯盟的內野手，生涯曾效力於遊騎兵、大都會和巨人等隊。

## 職業生涯

### 紐約洋基
2001年，艾瑞亞斯以國際自由球員身分加盟洋基。2003年，他在1A繳出2成66的打擊率。

### 德州遊騎兵
2004年3月23日，洋基將艾瑞亞斯和阿方索·索利安諾交易到遊騎兵，換來艾力士·羅德里奎茲。當時洋基原本想將新秀羅賓森·坎諾交易出去，但是因為艾瑞亞斯更年輕，所以最後選擇了後者。後來艾瑞亞斯在2006年9月13日登上大聯盟，雖然他沒有敲出安打，但獲得一個保送。

### 紐約大都會
2010年8月24日，艾瑞亞斯遭到遊騎兵指定讓渡。之後球隊在8月31日將他交易到大都會，換來Jeff Francoeur。

### 堪薩斯市皇家
2010年11月4日，皇家從讓渡名單中選走艾瑞亞斯。不過球隊日後將扎克·格林基交易出去換來四名新秀，並在12月19日將艾瑞亞斯指定讓渡。

### 舊金山巨人
2011年12月15日，艾瑞亞斯與巨人簽下小聯盟約。隔年他從3A出發，並繳出4成打擊率，敲出2轟與17分打點。他也在4月25日回到大聯盟。
2012年5月22日，在歷經331個打數過後，艾瑞亞斯終於敲出大聯盟首轟。6月13日，他在麥特·凱恩的完全比賽中成功守住最後一個出局數。8月22日，他敲出生涯新高的單場5分打點。整季他的打擊率2成70，並敲出5轟與34分打點。
艾瑞亞斯在季後賽出場12次，但全都是替補上場。整個季後賽他8打數敲出3支安打，並得了3分。
2013年6月24日，艾瑞亞斯在一次回壘得分時拉傷左大腿後肌。這個傷勢讓艾瑞亞斯的打擊成績出現下滑，後來他在7月初緊急動了闌尾切除術。整季他的打擊率為2成71，並敲出1轟與19分打點。
2014年，艾瑞亞斯與巨人簽下2年260萬美元的合約。整季他的打擊率為2成54，並打回15分打點。他在季後賽上場8場比賽，敲出2安打與1分打點。最後巨人4勝3敗擊退皇家，再度拿下冠軍。
2015年4月28日，艾瑞亞斯成為巨人隊史首位從克萊頓·克蕭手中敲出3支安打的選手。整季他的打擊率為2成07，之後他在7月27日遭到球隊指定讓渡，隨後被下放到3A。

### 亞利桑那響尾蛇
2015年12月13日，艾瑞亞斯與響尾蛇簽下小聯盟約。他在2016年3月31日遭到釋出。

## 生涯打擊成績
| 出賽次數 | 打席 | 打數 | 得分 | 安打 | 二安 | 三安 | 全壘打 | 打點 | 盜壘 | 保送 | 三振 | 打擊率 | 上壘率 | 長打率 | OPS  |
| -------- | ---- | ---- | ---- | ---- | ---- | ---- | ------ | ---- | ---- | ---- | ---- | ------ | ------ | ------ | ---- |
| 474      | 1118 | 1052 | 112  | 279  | 46   | 11   | 7      | 95   | 13   | 37   | 150  | .265   | .293   | .350   | .643 |

## 外部連結
- 球員資訊和成績在MLB，ESPN，Baseball-Reference，Fangraphs（英文）